# Madrigal de la Vera
Madrigal de la Vera – gmina w Hiszpanii, w prowincji Cáceres, w Estramadurze, o powierzchni 41,63 km². W 2011 roku gmina liczyła 1801 mieszkańców.